# Mordellistena minor
Mordellistena minor es una especie de coleóptero de la familia Mordellidae.

## Distribución geográfica
Habita en Madagascar.